# Плейс, Марта
Марта Плейс (англ. Martha M. Place, 18 сентября 1849, Нью-Джерси — 20 марта 1899, Синг-Синг) — первая женщина, казнённая на электрическом стуле. Она была казнена 20 марта 1899 года в возрасте 49 лет за убийство своей падчерицы Иды Плейс.

## Биография
Родившаяся в Нью-Джерси Марта Плейс получила травму головы при ударе о сани в 23 года. Её брат утверждал, что полностью она так и не выздоровела и осталась психически неуравновешенной. В 1893 году вышла замуж за вдовца Уильяма Плейса. У того была дочь Ида от предыдущего брака. Он женился на Марте, чтобы она помогала ему растить его дочь, но позднее пошли слухи, что Марта ревновала к Иде. Уильям позвонил в полицию по крайней мере один раз, чтобы те арестовали его жену за угрозу убить Иду.
Вечером 7 февраля 1898 года, Уильям Плейс появился в своём доме в Бруклине и подвергся нападению со стороны Марты, которая была вооружена топором. Уильям побежал за помощью, и, когда прибыла полиция, они обнаружили Марту в критическом состоянии, лежащей на полу с одеждой над головой. Из горелки в комнату бежал газ. Наверху они обнаружили труп 17-летней Иды Плейс, лежащий на кровати. Её рот был в крови, в её глаза была вылита кислота. Позже было доказано, что она умерла от удушья. Марту Плейс госпитализировали и арестовали.
Марта Плейс настаивала на своей невиновности. В одном из современных газетных сообщений подсудимая описана так:
Она довольно высокая, с бледным лицом с резкими чертами. Нос длинный и острый, подбородок острый и выступающий, губы тонкие, лоб впалый. В её лице есть что-то, напоминающее крысу, а яркие неменяющиеся глаза лишь усиливают впечатление.
Марта Плейс была признана виновной в убийстве Иды и приговорена к смертной казни. Её муж был ключевым свидетелем против неё.
Люди, ответственные за приведение приговор в исполнение, никогда не казнили женщину таким способом, поэтому придумали новый способ крепления электродов к её телу. Как говорилось в Полицейской газете (National Police Gazette), когда её вели в камеру, в её руке была Библия. «Её глаза были закрыты, на ней было чёрное платье с оборками на груди. На ногах были шлёпанцы». На макушке были сбриты волосы, туда прикрепили головной электрод. Другой электрод закрепили на щиколотке, сделав разрез на платье. Разряд в 1760 вольт прошел сквозь её тело, и «казнь благополучно завершилась».
Палачом был Эдвин Дэвис. По сообщениям свидетелей, Марта умерла мгновенно. Нью-йоркского губернатора Теодора Рузвельта просили не казнить её, но он отказался. Марта Плейс была похоронена на семейном кладбище в Восточном Милстоне без религиозных обрядов.
Хотя она была первой женщиной, казнённой на электрическом стуле, она не была первой женщиной, приговорённой к такой казни: Мария Барбелла, тоже приговорённая к ней, позднее была оправдана в совершённом преступлении и отпущена.